# Хънтингдън
Хънтингдън (на английски: Huntingdon) е град в централната западна част на област Кеймбриджшър - Източна Англия. Той е административен и стопански център на общината Хънтингдъншър. Населението на града към 2001 година е 20 600 жители.
Селището е известно като родното място на Оливър Кромуел.

## География
Хънтингдън е разположен по поречието на реката Грейт Оуз, централно по отношение на община Хънтингдъншър. Главният град на графството - Кеймбридж, отстои на около 23 километра в югоизточна посока. Приблизително на същото разстояние на север се намира другият голям обществен център - Питърбъро.
В непосредствена близост западно от града се изгражда Магистрала А1, която е част от транспортния коридор север-юг (Единбург - Лондон). Към 2010 година, участъка между Хънтингдън и Питърбъро е въведен в експлоатация. На около 3 километра северно от града се намира военното летище Алконбери (RAF Alconbury).

## Демография
Изменение на населението за период от две десетилетия 1981-2001 година:
| година    | 1981 | 1991   | 2001   |
| --------- | ---- | ------ | ------ |
| население | ---  | 15 575 | 20 600 |